# Wohnen für Hilfe
Als Wohnen für Hilfe bezeichnen sich Projekte in vielen Universitätsstädten, bei denen Studenten ein Zimmer im Haus von Senioren, Pflegebedürftigen oder Familien bewohnen und dafür im Haushalt, Garten oder anderweitig helfen.

## Ursprung
Das erste deutsche Projekt dieser Art entstand 1992 in Darmstadt und wurde 1995 von der damaligen Familienministerin Claudia Nolte ausgezeichnet. Die Idee geht darauf zurück, dass in vielen Städten großer Mangel an finanzierbarem Wohnraum für Studenten herrscht (in Deutschland beispielsweise in München oder Freiburg), dass aber gleichzeitig viele Menschen in diesen Städten aus verschiedenen Gründen hilfsbedürftig sind und dafür ohne Probleme ein Zimmer oder eine Einliegerwohnung zur Verfügung stellen können.

## Hilfeleistungen
Das Projekt lebt von der Zusammenarbeit von alten und jungen Menschen, Studenten und Familien. Die Art der Gegenleistung obliegt dabei individuellen Absprachen. Am häufigsten sind dabei Dinge wie Gartenarbeit, Hilfe im Haushalt und Kinderbetreuung, aber auch die Erledigung von Behördengängen, Fahrdienste und Unterstützung im Schriftverkehr oder am Computer.
Um Streitigkeiten möglichst von vornherein zu vermeiden, werden die Bedingungen in einem Vertrag genau festgehalten, vor allem der Zeitansatz der Hilfe und die Höhe etwaiger Mietzinsen. Als Faustregel gilt eine Stunde Hilfe im Monat für einen Quadratmeter Wohnfläche. Üblicherweise werden anfallende Nebenkosten separat bezahlt.

## Vermittlung
Die Vermittlerfunktion übernehmen die Studentenwerke vor Ort oder soziale Einrichtungen. In der Regel füllen beide Parteien zunächst einen umfangreichen Bewerbungsbogen aus, in dem sie Wünsche und Anforderungen an den anderen sowie die Hilfeleistungen notieren, die die Studenten anbieten bzw. die die Senioren oder Familien benötigen. Wichtig ist, dass sich beide Parteien ausreichend Zeit zum Kennenlernen nehmen. Experten empfehlen sich mehrmals vor dem Unterschreiben des Mietvertrages zu treffen, um die Vereinbarkeit der eigenen Wünsche und Erwartungen mit denen des Gegenübers realistisch einschätzen zu können.
Es gibt auch Vermittlungsagenturen, welche die Familien und Senioren mit Studenten, Azubis oder ähnlichen Personen zusammenbringen.

## Mögliche Probleme
Vor allem zu Beginn des Zusammenlebens kommt es häufig zu Konflikten. Ältere Teilnehmer haben Schwierigkeiten, nach längerer Zeit des Alleinlebens ihre Privatsphäre zu teilen. Studenten berichten über Belastungen aufgrund der Verpflichtungen, die sie gegenüber den Senioren bzw. Familien eingehen. Wie in jeder Wohngemeinschaft besteht außerdem Konfliktpotential in Bezug auf unterschiedliche Vorstellungen von Besuchshäufigkeiten, Geräuschpegel oder Sauberkeit. Trotzdem haben die Wohngemeinschaften beim Projekt „Wohnen für Hilfe“ häufig längeren Bestand als bei einer klassischen Studenten-WG: Durchschnittlich zwei bis drei Jahre leben die Bewohner laut einer Befragung beim Projekt „Wohnen für Hilfe“ zusammen.

## Verwandte Wohnformen
In Deutschland gibt es integrative Wohngemeinschaften, in denen Menschen mit und ohne Behinderung gemeinsam wohnen, vermittelt durch den Verein Gemeinsam Leben Lernen. Die Nichtbehinderten, typischerweise Studenten, wohnen mietfrei und unterstützen dafür ihre Mitbewohner im Alltag. Zusätzlich werden die von diesem Verein vermittelten Wohngemeinschaften durch Fachkräfte unterstützt.

## „Wohnen für Hilfe“ in anderen Ländern
Im englischsprachigen Gebiet sind ähnliche Modelle als Homesharing anzutreffen. In der Schweiz bietet das soziale Wohnprojekt ConvivaPlus.ch „Wohnen für Hilfe“ an, um günstige Wohnräume für Auszubildende und Haushaltshilfe für Senioren und Familien zusammenzubringen. Insgesamt gibt es vergleichbare Wohnprojekte außer in Deutschland, Österreich und der Schweiz noch in Neuseeland, den USA, Kanada, Belgien, Frankreich, Italien und Spanien.